# Lista țărilor și teritoriilor nesuverane africane
Aceasta e o listă cu țările și dependențele africane, incluzând la fiecare în parte capitalele, limbile, monedele naționale, populația, suprafața și PIB-ul/cap de locuitor.  
Africa este cel de-al doilea continent ca suprafață și populație, după Asia. La cei circa 30 221 532 km2, incluzând insulele adiacente, acoperă 6% din suprafața totală a planetei și 24% din suprafața uscată Cu mai mult de 900 de milioane de persoane (în 2005) în 61 de teritorii, numără aproximativ 14% din populația umană a planetei. Continentul este înconjurat de Marea Mediterană la nord, Canalul Suez și Marea Roșie la nord-est, Oceanul Indian la sud-est, și Oceanul Atlantic la vest.

## State suverane

### State a căror independență este recunoscută
Următoarele 54 sunt state a căror independență este recunoscută pe plan mondial, toate fiind membre din Națiunile Unite și toate în afară de Maroc sunt membre din Uniunea Africană.

| Denumire (denumire oficială)                                     | Steag | Capitală                                                                   | Monedă                  | Limbi oficiale                                                                                      | Suprafață (km²) | Populație   | PIB/cap de locuior (PPC) | Hartă |
| ---------------------------------------------------------------- | ----- | -------------------------------------------------------------------------- | ----------------------- | --------------------------------------------------------------------------------------------------- | --------------- | ----------- | ------------------------ | ----- |
| Africa de Sud (Republica Africa de Sud)                          |       | Pretoria (administrativă) Bloemfontein (judiciară) Cape Town (legislativă) | Rand sud-african        | Afrikaans, Engleză, Ndebele de sud, Sotho de nord, Sotho, Swati, Tsonga, Tswana, Venda, Xhosa, Zulu | 1.221.037       | 47.432.000  | $12.161                  | 48    |
| Algeria (Republica Algeriană Democratică și Populară)            |       | Alger                                                                      | Dinarul algerian        | Arabă                                                                                               | 2.381.740       | 33.333.216  | $7.700                   | 3     |
| Angola (Republica Angola)                                        |       | Luanda                                                                     | Kwanza                  | Portugheza                                                                                          | 1.246.700       | 15.941.000  | $2.813                   | 40    |
| Benin (Republica Benin)                                          |       | Porto Novo                                                                 | Franc CFA               | Franceză                                                                                            | 112.622         | 8.439.000   | $1.176                   | 24    |
| Botswana (Republica Botswana)                                    |       | Gaborone                                                                   | Pula                    | Engleză, Setswana                                                                                   | 581.726         | 1.639.833   | $11.400                  | 46    |
| Burkina Faso                                                     |       | Ouagadougou                                                                | Franc CFA               | Franceză                                                                                            | 274.000         | 13.228.000  | $1.284                   | 21    |
| Burundi (Republica Burundi)                                      |       | Gitega                                                                     | Franc Burundi           | Kirundi, Franceză, Swahili                                                                          | 27.830          | 7.548.000   | $739                     | 38    |
| Camerun (Republica Camerun)                                      |       | Yaoundé                                                                    | Franc CFA               | Franceză, Engleză                                                                                   | 475.442         | 17.795.000  | $2.421                   | 26    |
| Capul Verde (Republica Capului Verde)                            |       | Praia                                                                      | Escudo al Capului Verde | Portugheză                                                                                          | 4.033           | 420.979     | $6.418                   | 14a   |
| Republica Centrafricană (Republica Centrafricană)                |       | Bangui                                                                     | Franc CFA               | Sango, Franceză                                                                                     | 622.984         | 4.216.666   | $1.198                   | 27    |
| Ciad (Republica Ciad)                                            |       | N'Djamena                                                                  | Franc CFA               | Franceză, Arabă                                                                                     | 1.284.000       | 10.146.000  | $1.519                   | 11    |
| Comore (Uniunea Comorelor)                                       |       | Moroni                                                                     | Franc comorez           | Arabă, Franceză                                                                                     | 2.235           | 798.000     | $1.660                   | 43a   |
| Côte d'Ivoire (Republica Côte d'Ivoire)                          |       | Yamoussoukro                                                               | Franc CFA               | Franceză                                                                                            | 322.460         | 17.654.843  | $1.600                   | 20    |
| Republica Congo (Republica Congo)                                |       | Brazzaville                                                                | Franc CFA               | Franceză                                                                                            | 342.000         | 3.999.000   | $1.369                   | 33    |
| Republica Democrată Congo                                        |       | Kinshasa                                                                   | Franc congolez          | Franceză                                                                                            | 2.344.858       | 63.655.000  | $774                     | 34    |
| Djibouti (Republica Djibouti)                                    |       | Djibouti                                                                   | Franc djiboutian        | Arabă, Franceză                                                                                     | 23.200          | 496.374     | $2.070                   | 29    |
| Egipt (Republica Arabă Egipt)                                    |       | Cairo                                                                      | Liră egipteană          | Arabă                                                                                               | 1.001.449       | 80.335.036  | $4.836                   | 5     |
| Guineea Ecuatorială (Republica Guineea Ecuatorială)              |       | Malabo                                                                     | Franc CFA               | Spaniolă, Franceză, Portugheză                                                                      | 28.051          | 504.000     | $16.312                  | 31    |
| Eritreea (Statul Eritrea)                                        |       | Asmara                                                                     | Nakfa                   | Tigrinya, Arabă                                                                                     | 117.600         | 4.401.000   | $1.000                   | 13    |
| Etiopia (Republica Federală Democratică a Etiopiei)              |       | Addis Ababa                                                                | Birr                    | Ahmarică                                                                                            | 1.104.300       | 75.067.000  | $823                     | 28    |
| Eswatini (Regatul Eswatini)                                      |       | Lobamba (regală și legislativă) Mbabane (administrativă)                   | Lilangeni               | Engleză, Swati                                                                                      | 17.364          | 1.032.000   | $5.245                   | 50    |
| Gabon (Republica Gaboneză)                                       |       | Libreville                                                                 | Franc CFA               | Franceză                                                                                            | 267.668         | 1.384.000   | $7.055                   | 32    |
| Gambia (Republic of The Gambia)                                  |       | Banjul                                                                     | Dalasi                  | Engleză                                                                                             | 10.380          | 1.517.000   | $2002                    | 15    |
| Ghana (Republica Ghana)                                          |       | Accra                                                                      | Cedi                    | Engleză                                                                                             | 238.534         | 23.000.000  | $2.700                   | 22    |
| Guineea (Republica Guineea)                                      |       | Conakry                                                                    | Franc guinean           | Franceză                                                                                            | 245.857         | 9.402.000   | $2.035                   | 17    |
| Guineea-Bissau (Republica Guineea-Bissau)                        |       | Bissau                                                                     | Franc CFA               | Portugheză                                                                                          | 36.125          | 1.586.000   | $736                     | 16    |
| Kenya (Republica Kenya)                                          |       | Nairobi                                                                    | Șiling kenyan           | Swahili, Engleză                                                                                    | 580.367         | 34.707.817  | $1.445                   | 36    |
| Lesotho (Regatul Lesotho)                                        |       | Maseru                                                                     | Loti                    | Sotho sudică, Engleză                                                                               | 30.355          | 1.795.000   | $2.113                   | 49    |
| Liberia (Republica Liberia)                                      |       | Monrovia                                                                   | Dolarul liberian        | Engleză                                                                                             | 111.369         | 3283.000    | $1.003                   | 19    |
| Libia (Republica Libia)                                          |       | Tripoli                                                                    | Dinarul libian          | Arabă                                                                                               | 1.759.540       | 6.036.914   | $12.700                  | 4     |
| Madagascar (Republica Madagascar)                                |       | Antananarivo                                                               | Ariary                  | Malgașă, Franceză, Engleză                                                                          | 587.041         | 18.606.000  | $905                     | 44    |
| Malawi (Republica Malawi)                                        |       | Lilongwe                                                                   | Kwacha                  | Engleză, Chichewa                                                                                   | 118484          | 12.884.000  | $596                     | 42    |
| Mali (Republica Mali)                                            |       | Bamako                                                                     | Franc CFA               | Franceză                                                                                            | 1.240.192       | 13.518.000  | $1.154                   | 9     |
| Maroc (Regatul Maroc)                                            |       | Rabat                                                                      | Dirham marocan          | Arabă                                                                                               | 446.550         | 33.757.175  | $4.600                   | 2     |
| Mauritania (Republica Islamică Mauritania)                       |       | Nouakchott                                                                 | Ouguiya                 | Arabă                                                                                               | 1030.700        | 3.069.000   | $2.402                   | 8     |
| Mauritius (Republica Mauritius)                                  |       | Port Louis                                                                 | Rupie maurițiană        | Engleză                                                                                             | 2.040           | 1.219.220   | $13.703                  | 44a   |
| Mozambic (Republica Mozambic)                                    |       | Maputo                                                                     | Metical mozambican      | Portugheză                                                                                          | 801.590         | 20.366.795  | $1.389                   | 43    |
| Namibia (Republica Namibia)                                      |       | Windhoek                                                                   | Dolarul namibian        | Engleză                                                                                             | 825.418         | 2.031.000   | $7.478                   | 45    |
| Niger ( Republica of Niger)                                      |       | Niamey                                                                     | Franc CFA               | Franceză, Hausa                                                                                     | 1.267.000       | 13.957.000  | $872                     | 10    |
| Nigeria (Republica Federală Nigeria)                             |       | Abuja                                                                      | Naira nigeriană         | Engleză                                                                                             | 923.768         | 140.003.542 | $1.188                   | 25    |
| Ruanda (Republica Ruanda)                                        |       | Kigali                                                                     | Franc ruandez           | Kinyarwanda, Franceză, Engleză                                                                      | 26.798          | 7.600.000   | $1.300                   | 37    |
| São Tomé și Príncipe (Republica Democrată São Tomé and Príncipe) |       | São Tomé                                                                   | Dobra                   | Portugheză                                                                                          | 964             | 157.000     | $1.266                   | 31a   |
| Senegal (Republica Senegal)                                      |       | Dakar                                                                      | Franc CFA               | Franceză                                                                                            | 196.723         | 11.658.000  | $1.759                   | 14    |
| Seychelles (Republica Seychelles)                                |       | Victoria                                                                   | Rupia din Seychelles    | Engleză, Franceză, Limba Creolă                                                                     | 451             | 80.654      | $11.818                  | 39a   |
| Sierra Leone (Republica Sierra Leone)                            |       | Freetown                                                                   | Leone                   | Engleză                                                                                             | 71.740          | 6.144.562   | $903                     | 18    |
| Somalia (Republica Somaleză)                                     |       | Mogadishu                                                                  | Șiling somalez          | Somaleză                                                                                            | 637.661         | 17.700.000  | $2.941                   | 30    |
| Sudan (Republica Sudan)                                          |       | Khartoum                                                                   | Liră sudaneză           | Arabă, Engleză                                                                                      | 1.861.484       | 36.787.012  | $2.800                   | 12    |
| Sudanul de Sud (Republica Sudanul de Sud)                        |       | Juba                                                                       | Liră sud-sudaneză       | Engleză                                                                                             | 644.329         | 8.260.490   | $1.546                   | 12    |
| Tanzania (Republica Unită a Tanzaniei)                           |       | Dodoma                                                                     | Șiling tanzanian        | Swahili, Engleză                                                                                    | 945.087         | 37.849.133  | $723                     | 39    |
| Togo (Republica Togoleză)                                        |       | Lomé                                                                       | Franc CFA               | Franceză                                                                                            | 56.785          | 6.100.000   | $1.700                   | 23    |
| Tunisia (Republica Tunisiană)                                    |       | Tunis                                                                      | Dinar tunisian          | Arabă                                                                                               | 163.610         | 10.102.000  | $8.800                   | 3     |
| Uganda ( Republica Uganda)                                       |       | Kampala                                                                    | Șiling ugandez          | Engleză, Swahili                                                                                    | 236.040         | 27.616.000  | $1.700                   | 35    |
| Zambia (Republica Zambia)                                        |       | Lusaka                                                                     | Kwacha zambian          | Engleză                                                                                             | 752.614         | 11.668.000  | $931                     | 41    |
| Zimbabwe (Republic of Zimbabwe)                                  |       | Harare                                                                     | Dolar zimbabwean        | Shona, Ndebele, Engleză                                                                             | 390.757         | 13.010.000  | $2.607                   | 47    |

### Statele nerecunoscute sau recunoscute parțial
Următoarele state și-a declarat independența, dar nu au fost recunoscute pe plan mondial sau recunoscute doar parțial. Republica Arabă Democrată Saharawi este membru a Uniunii Africane.
| Denumire (denumire oficială)       | Steag | Capitală                                  | Monedă               | Limbi oficiale | Suprafață (km²) | Populație | PIB/cap de locuior (PPC) | Hartă |
| ---------------------------------- | ----- | ----------------------------------------- | -------------------- | -------------- | --------------- | --------- | ------------------------ | ----- |
| Somaliland (Republica Somaliland)  |       | Hargeisa                                  | Șiling Somalilandean | Somaleză       | 137.600         | 500.000   | $600                     | 30    |
| Republica Arabă Democrată Saharawi |       | El Aaiún (Marocană), Bir Lehlu (temporar) | Dirham marocan       | N/A.           | 267.405         | 266.000   | N/A                      | 7     |

## Teritorii nesuverane

### Teritorii dependente
Această listă conține teritorii care sunt administrate politic ca dependențe externe.

| Denumire (denumire oficială)                                     | Steag                                       | Capitală     | Monedă                | Limbi oficiale | Suprafață (km²) | Populație                    | PIB/cap de locuior (PPC) | Hartă |
| ---------------------------------------------------------------- | ------------------------------------------- | ------------ | --------------------- | -------------- | --------------- | ---------------------------- | ------------------------ | ----- |
| Teritoriile australe și antarctice franceze (numai Îles Éparses) |                                             | Saint-Pierre | Euro                  | Franceză       | 38,6            | N-are o populație permanentă | N/A                      |       |
| Sfânta Elena, Ascension și Tristan da Cunha (UK)                 | Sfânta Elena, Ascension și Tristan da Cunha | Jamestown    | Liră din Sfânta Elena | Engleză        | 420             | 5,661                        | N/A                      | 40b   |

### Alte teritorii
Această listă conține teritorii care sunt administrate ca părți integrate ale unui stat non-african.

| Denumire (denumire oficială)                           | Steag | Capitală                                             | Monedă            | Limbi oficiale | Suprafață (km²) | Populație | PIB/cap de locuior (PPC) | Hartă |
| ------------------------------------------------------ | ----- | ---------------------------------------------------- | ----------------- | -------------- | --------------- | --------- | ------------------------ | ----- |
| Insulele Canare (Spania)                               |       | Las Palmas de Gran Canaria și Santa Cruz de Tenerife | Euro              | Spaniolă       | 7.447           | 1.995.833 | N/A                      | 6     |
| Ceuta (Spania)                                         |       | Ceuta                                                | Euro              | Spaniolă       | 28              | 76.861    | N/A                      | 2a    |
| Madeira (Portugalia)                                   |       | Funchal                                              | Euro              | Portugheză     | 828             | 245.806   | N/A                      | 1     |
| Mayotte (Franța)                                       |       | Mamoudzou                                            | Euro              | Franceză       | 374             | 186.452   | 2.600                    | 43b   |
| Melilla (Spania)(Comunitatea Autonomă Melilla)         |       | N/A                                                  | Euro              | Spaniolă       | 20              | 72.000    | N/A                      | 2b    |
| Réunion (Franța)                                       |       | Saint-Denis                                          | Euro              | Franceză       | 2.512           | 793.000   | N/A                      | 44b   |
| Sfânta Elena (Regatul Unit)                            |       | Jamestown                                            | Lira Sfânta Elena | Engleză        | 3.926           | 4.250     | N/A                      | 40b   |
| Insulele Pelagie (Italia) (comuna Lampedusa și Linosa) |       | Lampedusa                                            | Euro              | Italiană       | 21,4            | 6.595     | N/A                      |       |

## Alte liste
- Lista statelor lumii
- Lista statelor cu recunoaștere limitată
- Lista țărilor după continent
- Lista țărilor și teritoriilor nesuverane asiatice
- Lista țărilor și teritoriilor nesuverane europene
- Lista țărilor și teritoriilor nesuverane nord-americane
- Lista țărilor și teritoriilor nesuverane din Oceania
- Lista țărilor și teritoriilor nesuverane sud-americane